# Tryphaina (Königin von Syrien)
Tryphaina (altgriechisch Τρύφαινα Trýphaina; † 111 v. Chr.) war eine ptolemäische Prinzessin und als Gattin des Antiochos VIII. Grypos spätseleukidische Königin in Syrien (124–111 v. Chr.). Nicht belegt, wenn auch oft angenommen, ist, dass Tryphaina auch den Herrschernamen Kleopatra geführt habe.

## Leben
Tryphaina war die Tochter des ägyptischen Königs Ptolemaios VIII. und seiner Nichte Kleopatra III.
Als ihr Vater seinen Prätendenten für den syrischen Thron, Alexander II. Zabinas, nicht mehr unterstützte, sondern Antiochos Grypos, Sohn des Demetrios Nikator und der Ptolemäerin Kleopatra Thea Euergetis, vorzog, gab er diesem Tryphaina zur Gemahlin (124 v. Chr.) und sandte ihm auch ein Hilfsheer. Dieser Ehe entstammten die fünf Söhne Seleukos VI., Antiochos XI., Philipp I., Demetrios III. und Antiochos XII. sowie eine Tochter Laodike.
112 v. Chr. besiegte Antiochos VIII. seinen Stiefbruder mütterlicherseits und Rivalen Antiochos IX. und eroberte die Stadt Antiochia. Dort hielt sich Kleopatra IV., die Gattin des Antiochos IX. und Schwester Tryphainas, auf. Letztere befahl, ihre verhasste, in den Apollontempel geflüchtete Schwester umzubringen. Sie beschuldigte Kleopatra IV., dass diese landfremde Truppen in den Zwist der Brüder verwickelt und sich gegen den Willen ihrer Mutter wiederverheiratet habe. Vergeblich bat Antiochos VIII. seine Gemahlin, ihre Schwester zu verschonen. Noch nie seien seine Vorfahren so hart gegen Frauen verfahren. Auch, fügte Antiochos hinzu, sei der Tempel, in den Kleopatra IV. geflüchtet sei, heilig, und er müsste die Götter, mit deren Hilfe er gesiegt hatte, respektieren. Aber Tryphaina ließ sich durch Grypos’ Worte nicht umstimmen und gab den Truppen den Mordbefehl. Die Soldaten drangen in den Tempel ein; und als sie Kleopatra IV., die sich an die Statue der Göttin klammerte, davon nicht losreißen konnten, hieben sie ihr die Hände ab. Im Sterben verfluchte Kleopatra IV. ihre mörderische Schwester und bat die Götter, sie zu rächen. Schon ein Jahr später (111 v. Chr.) geriet Tryphaina nach einer Niederlage ihres Gatten in die Gefangenschaft des siegreichen Antiochos IX., der sie hinrichten ließ („Er opferte sie den Manen seiner Gattin [d. h. Kleopatra IV.]“, wie sich der antike Geschichtsschreiber Iustinus ausdrückte).